# Paradrina signata
Paradrina signata là một loài bướm đêm trong họ Noctuidae.